# Bataille de Grahovo
La Bataille de Grahovo est une bataille ayant opposé les forces monténégrines du grand-duc Mirko Petrović-Njegoš à l'armée ottomane à Grahovo, entre le 4 mai 1858 et le 13 mai 1858. Prélude à la guerre d'indépendance du Monténégro en 1862 et 1875-1878, elle se termina par une humiliante défaite ottomane.